# Spilogona quinquesetosa
Spilogona quinquesetosa är en tvåvingeart som först beskrevs av Johann Andreas Schnabl 1915.  Spilogona quinquesetosa ingår i släktet Spilogona och familjen husflugor. Inga underarter finns listade i Catalogue of Life.